# Janet Beecher
Pour les articles homonymes, voir Beecher.
Janet Beecher est une actrice américaine, née Janet Meysenburg le 21 octobre 1884 à Jefferson City (Missouri), morte le 6 août 1955 à Washington (Connecticut).

## Biographie

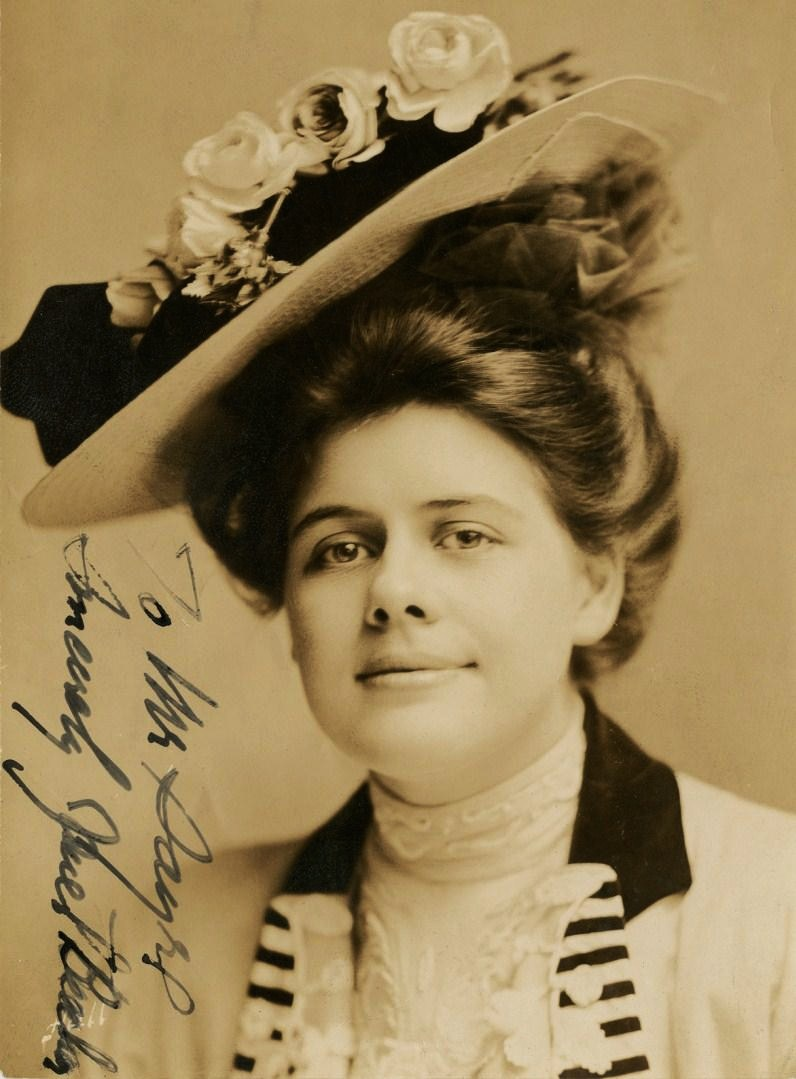
Photographiée en 1906

Sous le pseudonyme de Janet Beecher, elle entame sa carrière d'actrice au théâtre et joue à Broadway (New York) dans vingt-trois pièces entre 1905 et 1932 (plus une opérette en 1913). De cette première période, mentionnons Fair and Warmer d'Avery Hopwood (avec Madge Kennedy et Ralph Morgan), représentée 377 fois en 1915-1916.
Excepté un unique film muet d'origine théâtrale sorti en 1915, elle contribue ensuite à quarante-huit films américains, le premier sorti en 1933, le dernier en 1943. Citons L'Ange des ténèbres de Sidney Franklin (1935, avec Fredric March et Merle Oberon), La Grande Ville de Frank Borzage (1937, avec Luise Rainer et Spencer Tracy), Le Signe de Zorro de Rouben Mamoulian (1940, avec Tyrone Power et Linda Darnell), ou encore Un cœur pris au piège de Preston Sturges (1941, avec Barbara Stanwyck et Henry Fonda).
Après son retrait de l'écran, Janet Beecher revient à Broadway dans deux ultimes pièces, la première jouée en juin 1944. La seconde est Feu George Apley de John P. Marquand et George S. Kaufman (où elle tient la vedette aux côtés de Leo G. Carroll), représentée 384 fois de novembre 1944 à novembre 1945.
Enfin, elle apparaît une fois à la télévision, dans le cadre de la série Lux Video Theatre (en), à l'occasion d'un épisode diffusé en 1952 (trois ans avant sa mort, d'une crise cardiaque).

## Théâtre à Broadway (intégrale)
(pièces, sauf mention contraire)
- 1905 : The Education of Mr. Ripp d'Augustus E. Thomas : Ida Pip
- 1908 : The Regeneration d'Owen Kildare et Walter Hackett : rôle non-spécifié
- 1908 : His Wife's Family de George Egerton : rôle non-spécifié
- 1909 : The Bachelor de Clyde Fitch : rôle non-spécifié
- 1909 : The Intruder de Thompson Buchanan : rôle non-spécifié
- 1909-1910 : The Lottery Man de Rida Johnson Young : Helen Heyer
- 1910-1911 : Le Concert (The Concert / Das Konzert) d'Hermann Bahr, adaptation de Leo Ditrichstein, production de David Belasco : Helen Arany
- 1912 : The Woman of It de Frederick Lonsdale : Mme Bayle
- 1913 : The Purple Road (Napoleon und die Frauen), opérette, musique d'Heinrich Reinhardt, adaptation musicale de William Frederick Peters, lyrics et livret de Fred de Gresac et William Carey Duncan (livret original du compositeur) : L'impératrice Joséphine
- 1913 : The Great Adventure d'Arnold Bennett : rôle non-spécifié
- 1915 : The Fallen Idol de Guy Bolton : rôle non-spécifié
- 1915-1916 : Fair and Warmer d'Avery Hopwood : Laura Wheeler
- 1916 : Under Sentence de Roy Cooper Megrue et Irvin S. Cobb : rôle non-spécifié
- 1917-1918 : The Pipes of Pan d'Edward Childs Carpenter : rôle non-spécifié
- 1918 : Double Exposure d'Avery Hopwood : rôle non-spécifié
- 1919 : The Woman in Room 13 de Samuel Shipman, Max Marcin et Percival Wilde : rôle non-spécifié
- 1920 : The Cat-Bird de Rupert Hughes : Mme Fay Crosby
- 1920 : Call the Doctor de Jean Archibald, production et mise en scène de David Belasco : Joan Deering
- 1921-1922 : A Bill of Divorcement (en) de Clemence Dane (d'après son roman Legend), mise en scène de Basil Dean : Margaret Fairfield
- 1922-1923 : L'Enfant de l'amour (The Love Child) d'Henry Bataille, adaptation de Martin Brown : Laura Thorne
- 1924 : The Steam Roller de (et mise en scène par) Laurence Eyre : Amelia
- 1925 : Ostriches d'Edward Wilbraham : Margaret Charlton
- 1925 : A Kiss in a Taxi de Maurice Hennequin et Pierre Veber, adaptation de Clifford Grey : Valentine
- 1928-1929 : Courage de Tom Barry : Mary Colebrook
- 1932 : Men Must Fight de Reginald Lawrence et S. K. Lauren : Laura Seward
- 1944 : Slightly Scandalous de (et mise en scène par) Frederick J. Jackson, costumes d'Adrian : Frances Stuart
- 1944-1945 : Feu George Apley (The Late George Apley) de John P. Marquand et George S. Kaufman, mise en scène de ce dernier : Catherine Apley

## Filmographie

### Cinéma (sélection)
- 1915 : Fine Feathers de Joseph A. Golden : Jane Reynolds
- 1933 : Femme d'honneur (Gallant Lady) de Gregory La Cava : Maria Sherwood
- 1934 : The Last Gentleman de Sidney Lanfield : Helen Barr
- 1934 : The President Vanishes de William A. Wellman : Mme Craig
- 1934 : Le Grand Barnum (The Mighty Barnum) de Walter Lang : Nancy Barnum
- 1935 : Roses de sang (So Red the Rose) de King Vidor : Sally Bedford
- 1935 : L'Ange des ténèbres (The Dark Angel) de Sidney Franklin : Mme Shannon
- 1935 : Le Rêve de Monte-Carlo (Let's Live Tonight) de Victor Schertzinger : Mme Routledge
- 1935 : Village Tale de John Cromwell : Amy Somerville
- 1936 : I'd Give My Life d'Edwin L. Marin : Stella Bancroft
- 1936 : Love Before Breakfast de Walter Lang : Mme Colby
- 1937 : The Thirteenth Chair de George B. Seitz : Lady Crosby
- 1937 : La Grande Ville (Big City) de Frank Borzage : Sophie Sloane
- 1937 : Un vieux gredin (The Good Old Soak) de J. Walter Ruben : Matilda Hawley
- 1937 : Beg, Borrow or Steal de Wilhelm Thiele : Mme Agatha Steward
- 1937 : My Dear Miss Aldrich de George B. Seitz
- 1937 : Une femme jalouse (Between Two Women) de George B. Seitz : Mlle Pringle
- 1937 : Rosalie de W. S. Van Dyke : Mlle Baker
- 1938 : Woman Against Woman (en) de Robert B. Sinclair : Mme Holland
- 1938 : Les Enfants du Juge Hardy (Judge Hardy's Children) de George B. Seitz : Mlle Budge
- 1938 : Say It in French d'Andrew L. Stone : Mme Carrington
- 1939 : I Was a Convict d'Aubrey Scotto : Mme Martha Harrison
- 1939 : La Grande Farandole (The Story of Vernon and Irene Castle) d'H. C. Potter : Mme Foote
- 1939 : Career de Leigh Jason : Mme Amy Cruthers
- 1939 : Laugh It Off (en) d'Albert S. Rogell : Mary Carter

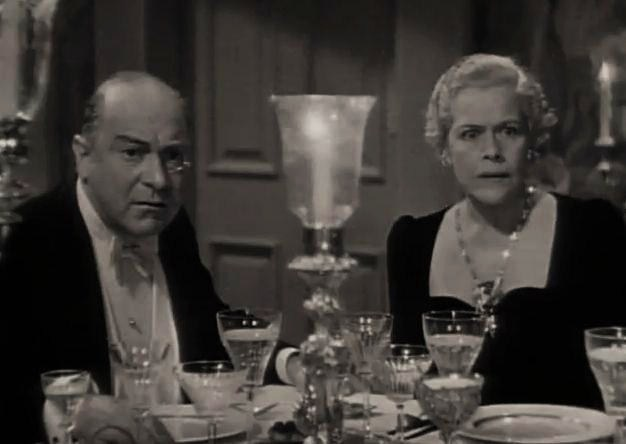
Avec Eric Blore, dans Un cœur pris au piège (1941)

- 1940 : L'Étrangère (All This, and Heaven Too) d'Anatole Litvak : Mlle Haines
- 1940 : The Gay Caballero (en) d'Otto Brower : Kate Brewster
- 1940 : Le Poignard mystérieux (Slightly Honorable) de Tay Garnett : Mme Cushing
- 1940 : Le Signe de Zorro (The Mark of Zorro) de Rouben Mamoulian : Senora Isabella Vega
- 1940 : Chante mon amour (Bitter Sweet) de W. S. Van Dyke : Lady Daventry
- 1941 : The Man Who Lost Himself d'Edward Ludwig : Mme Milford
- 1941 : West Point Widow de Robert Siodmak : Mme Graves
- 1941 : The Parson of Paramint de William C. McGann : Mme Tweedy
- 1941 : Un cœur pris au piège (The Lady Eve) de Preston Sturges : Janet Pike
- 1941 : A Very Young Lady d'Harold D. Schuster : Mlle Steele
- 1942 : Men of Texas (en) de Ray Enright : Mme Sam Houston
- 1942 : Hi, Neighbor de Charles Lamont : Hattie Greenfield
- 1942 : Les Naufrageurs des mers du Sud (Reap the Wild Wind) de Cecil B. DeMille : Mme Lizabeth Mottram
- 1942 : Mrs. Wiggs of the Cabbage Patch (en) de Ralph Murphy : Mme Olcott
- 1942 : La Reine de l'argent (Silver Queen) de Lloyd Bacon : Mme Laura Forsythe

### Série télévisée
- 1952 : Lux Video Theatre (en), saison 2, épisode 41 Garneau '83 de Fielder Cook : Kate Walburn